# Luminosität
Die Luminosität {\displaystyle L} ist ein Begriff aus der Beschleunigerphysik wie der Hochenergiephysik und beschreibt die Anzahl der Teilchenbegegnungen pro Fläche und Zeit. Sie ist eine der wichtigsten Kenngrößen zur Beschreibung der Leistungsfähigkeit eines Teilchenbeschleunigers.
Luminosität darf nicht mit Leuchtkraft verwechselt werden; viele andere Sprachen hingegen haben für beide Begriffe dasselbe Wort (z. B. englisch luminosity, französisch luminosité, spanisch luminosidad).

## Anwendung
Die Zahl der Streuereignisse pro Zeit {\displaystyle {\dot {N}}}, zum Beispiel in einem Detektor um den Kreuzungspunkt von zwei Teilchenstrahlen an einem Beschleuniger, ist das Produkt  des Wirkungsquerschnittes {\displaystyle \sigma } mit der Luminosität {\displaystyle L}. 
{\displaystyle {\dot {N}}={\frac {{\mathrm {d} }N}{{\mathrm {d} }t}}=\sigma \cdot L}.
Beschränkt man sich bei den Ereignissen auf diejenigen in einem Winkelbereich {\displaystyle {\mathrm {d} }\Omega }, so gibt entsprechend der differentielle Wirkungsquerschnitt {\displaystyle {\tfrac {{\mathrm {d} }\sigma }{{\mathrm {d} }\Omega }}} mal der Luminosität die Ereignisrate pro Bereich {\displaystyle {\mathrm {d} }\Omega }.
{\displaystyle {\frac {{\mathrm {d} }^{2}N}{{\mathrm {d} }\Omega {\mathrm {d} }t}}={\frac {{\mathrm {d} }\sigma }{{\mathrm {d} }\Omega }}\cdot L}.
Während der Wirkungsquerschnitt unabhängig vom Beschleuniger und Detektor eine physikalische Eigenschaft der miteinander stoßenden Teilchen ist, ist die Luminosität unabhängig von den physikalischen Eigenschaften der Teilchen charakteristisch für den Beschleuniger. Sie hängt von der Zahl der Teilchen in den Teilchenpaketen ab, von ihrer gemeinsamen Schnittfläche, von ihrer Anzahl und von der Häufigkeit, mit der sie kollidieren.

## Definition
Die Luminosität eines Speicherrings ergibt sich aus den Anzahlen {\displaystyle N_{1}} und {\displaystyle N_{2}} der Teilchen in den aufeinandertreffenden Paketen (engl. bunches) und der Anzahl {\displaystyle n} der Bunches, die mit der Wiederholfrequenz {\displaystyle f} zur Kollision gebracht werden; die Teilchenpakete haben die Querschnittsfläche {\displaystyle A}:
{\displaystyle L={\frac {n\cdot N_{1}\cdot N_{2}\cdot f}{A}}.}
Die Luminosität hat dieselbe Einheit wie die Teilchenstromdichte, nämlich cm−2s−1. In der Regel haben Strahlen keine gleichförmige Teilchendichte. Wenn die Teilchendichte einer Gaußverteilung mit den Breiten {\displaystyle \sigma _{x}} und {\displaystyle \sigma _{y}} folgt, ergibt sich eine Luminosität von
{\displaystyle L={\frac {n\cdot N_{1}\cdot N_{2}\cdot f}{4\pi \sigma _{x}\sigma _{y}}}.}
Will man einen Prozess möglichst exakt untersuchen, d. h. mit hoher statistischer Signifikanz, ist eine hohe Luminosität notwendig. Diese ist von der Struktur des Beschleunigers und der Qualität der Teilchenstrahlen im Beschleuniger abhängig.

## Maßeinheiten
Die Luminosität wird üblicherweise in cm−2s−1 angegeben.
Für die bei einem Experiment über die Zeit aufsummierte (integrierte) Luminosität {\textstyle \int L\,\mathrm {d} t} verwendet man oft den Kehrwert der Wirkungsquerschnitts-Einheit Barn, insbesondere inverse Pikobarn und inverse Femtobarn:
{\displaystyle \mathrm {1\;pb^{-1}=10^{36}\;cm^{-2}} \,},
{\displaystyle \mathrm {1\;fb^{-1}=10^{39}\;cm^{-2}} \,}.

## Rekorde
Am Beschleuniger LHC wurde eine Luminosität von 1,75·1034 cm−2s−1 erreicht, während am Tevatron zuletzt Luminositäten von ca. 4·1032 cm−2s−1 erreicht wurden. Der derzeitige Weltrekord wird vom Elektron/Positron-Beschleuniger KEKB in Japan gehalten und beträgt 2,11·1034 cm−2s−1 (7. Juni 2009). Allerdings sind die verschiedenen Beschleuniger aufgrund ihrer unterschiedlichen Bauweisen und Art der beschleunigten Teilchen nur schwer vergleichbar. Den Weltrekord bei Protonen-Beschleunigern hält der LHC.